# فرودگاه دریاچ بیگ تراوت
فرودگاه دریاچ بیگ تراوت (به انگلیسی: Big Trout Lake Airport) یک فرودگاه همگانی با کد یاتا YTL است که یک باند فرود شن دارد و طول باند آن ۱۱۹۱ متر است. این فرودگاه در کشور کانادا قرار دارد و در ارتفاع ۲۲۰ متری از سطح دریا واقع شده‌است.